# Chiesa di San Giovanni Battista (Ceriale)
La chiesa antica di San Giovanni Battista è un luogo di culto cattolico situato nella frazione di Peagna nel comune di Ceriale, in provincia di Savona.

## Storia e descrizione
Tra i secoli XIII e XIV risalirebbe la fondazione della prima parrocchiale che venne edificata nei pressi dell'attuale zona cimiteriale della località di Capriolo, il borgo che, secondo una tradizione popolare, venne in epoca medievale abbandonato per un'invasione di formiche. L'edificio di culto conobbe tra la fine del Quattrocento e l'inizio del Cinquecento un periodo di splendore in concomitanza con il vescovato di Leonardo Marchese che elevò la chiesa al titolo di rettorato e curò la decorazione degli interni.
La trecentesca chiesa perse la sua funzione di parrocchiale nel corso del XVIII secolo con la costruzione di un nuovo luogo di culto barocco - sempre intitolato a san Giovanni Battista - nel centro storico del borgo di Peagna.
L'interno, nonostante numerosi interventi di rifacimento, ha conservato la sua forma originaria con impianto a capanna in stile architettonico romanico. Nel soffitto del presbiterio è raffigurato il Cristo benedicente e, nelle vele della volta a crociera, le figure dei Quattro evangelisti; tra gli affreschi, databili tra il XV e il XVI secolo, una rappresentazione di Sant'Antonio abate (del 1504) e della Madonna del Latte.